# Cumbres Mayores
Cumbres Mayores er en by og kommune i det sydvestlige Spanien i provinsen Huelva. Den har et indbyggertal på 1.729 (2024) indbyggere.